# After Hours (The Weeknd-album)
 For alternative betydninger, se After Hours. (Se også artikler, som begynder med After Hours)
After Hours er det fjerde studiealbum af den canadiske sanger The Weeknd udgivet 20. marts 2020 af XO og Republic Records. Albummet er primært produceret af Weeknd, men indeholder en række producenter herunder DaHeala, Illangelo, Max Martin, Metro Boomin og OPN, hvoraf Abel tidligere havde arbejdet med de fleste. Albummet blev indspillet i årene 2018-2020.

## Singler og promovering
After Hours blev støttet af fire singler: "Heartless", "Blinding Lights", "In Your Eyes" og " Save You rTears", hvor de to første toppede den amerikanske Billboard Hot 100. Tre singler nåede top fem på hitlisten og modtog en platin certificering. Albummets titelnummer blev udgivet som en salgspromoverende single. I marts 2020 slog After Hours rekorden for de mest globale pre-adds i Apple Music-historien med over 1,02 millioner brugere. Albummet modtog generelt positive anmeldelser fra musikkritikere, hvor nogle kaldte det Weeknds bedste arbejde. Det debuterede på toppen af Billboard 200, tjener 444.000 album-ækvivalent enheder, hvoraf 275.000 var rent salg, der markerer Weeknd fjerde nummer et album i USA, og opholdt sig på toppen af diagrammet i fire på hinanden følgende uger. Det nåede også toppen stedet i 20 andre lande, herunder Canada og Det Forenede Kongerige. After Hours vil blive forfremmet med After Hours Tour, som er indstillet til at spænde over Europa og Nordamerika.

## Genre
After hours indeholder genre som dreampop, pop, Rhythm and blues, men låner også elementer fra rap og alternativt.

## Tracklist
1. Alone again
2. Too late
3. Hardest to love
4. Scared to Live
5. Snowchild
6. Escape from LA
7. Heartless
8. Faith
9. Blinding Lights
10. In your eyes
11. Save your tears
12. Repeat after me (interlude)
13. After hours
14. Until I bleed out

Deluxe
1. Nothing compares
2. Missed you
3. Final lullaby